# Niezawisimaja gazieta
Niezawisimaja gazieta (ros. Независимая газета) – centrowy dziennik rosyjski wydawany w Moskwie od 1990 roku. Skierowany głównie do wykształconych czytelników, ceniony w środowisku biznesmenów i inteligencji. Gazeta publikuje liczne dodatki poświęcone nauce, sprawom lokalnym, ekonomii i dyplomacji. W dzienniku często pojawia się krytyka kremlowskiej polityki, szczególnie zagranicznej.
Gazeta należała do medialnego imperium biznesmena Borysa Bieriezowskiego.